# (911) Agamemnon
(911) Agamemnon ist ein Jupiter-Trojaner. Der 1919 von dem deutschen Astronomen Karl Wilhelm Reinmuth in Heidelberg entdeckte Asteroid befindet sich im Lagrange-Punkt L4 von Jupiter.
Agamemnon bewegt sich in einem Abstand von 4,904 (Perihel) bis 5,597 (Aphel) astronomischen Einheiten in etwa 12 Jahren um die Sonne. Die Bahn ist 21,8° gegen die Ekliptik geneigt, die Bahnexzentrizität beträgt 0,066. Die Albedo der Oberfläche von Agamemnon beträgt etwa 0,04 und sein Durchmesser ungefähr 167 Kilometer.
Benannt wurde der Asteroid nach dem mythologischen Helden Agamemnon.